# زانتفورت
زانتفورت Zandvoort  هي مدينة وبلدية في هولندا، بمقاطعة شمال هولندا، وهي أحد الشواطئ الرئيسية في هولندا.

## طوبوغرافيا
خريطة طوبوغرافية هولندية لبلدية زانتفورت، سبتمبر 2014، (تقرأ بعد ثلاث نقرات على الخريطة).

## أعلام
- بييت كور
- بيرتن جاكوبس
- يان لامرز
- إليزابيث كونينغ
- روجر ويليامسون